# Saimei
Imperatriz Saimei (用明天皇, Saimei-tennō, 594-661) foi o 37º Imperador do Japão, na lista tradicional de sucessão.

## Vida
Antes da sua ascensão ao trono, seu nome era Ametoyo Takara Ikashi Hitarashi hime.
A Princesa Takara (Takara nomwro) era bisneta do Imperador Bidatsu. E se tornou esposa e imperatriz consorte de seu tio Imperador Jomei. Após a morte deste é entronizada como Imperatriz Kogyoku.
Saimei reinou de 642 a 645. Saimei e Kogyoku foram a mesma pessoa, que reinou por duas vezes como imperatriz do Japão. Ela foi a segunda mulher a ascender ao Trono do Crisântemo.
Depois da morte do Imperador Kōtoku em 655, o Príncipe Naka-no-Ōe era o príncipe da coroa, mas desejou que sua mãe recebesse novamente o trono com o nome de Imperatriz Saimei, com a idade de 61 anos. No obstante, o poder político no Japão era efetivado pelo príncipe e não pela imperatriz.
Durante o ano de 660, o reino de Baekje na Península Coreana foi destruído. O Japão ajudou este reino no intento de tomar o território de Baekje. No início de 661, a Imperatriz Saimei saiu da capital da Província de Yamato em Honshu, com um exercito e uma frota, e cruzaram o Mar Interior no sentido oeste. Saimei permaneceu no Palácio Temporário em Ishiyu, na Província de Iyo. No mês de maio chegou ao Palácio Asakura no norte da Província de Tsukushi em Kyushu. O exército aliado de Japão e Baekje estava preparado para lutar contra o reino de Silla, mas em 24 de julho de 661, la imperatriz falece aos 67 anos de idade no Palácio Asakura, antes de partir para Silla. No mês de outubro, seu corpo foi trasladado de Kyushu até Naniwa (atual Osaka). Seu funeral foi celebrado em novembro.
Depois de sua morte, o Príncipe Naka-no-Ōe ascendeu ao trono em como Imperador Tenji em 663, depois da batalha contra Silla e a China da dinastia Tang.
A Imperatriz Saimei governou por sete anos. Foi enterrada em Nara no que é hoje conhecido como Tumulo Kengoshizuka, mas é tradicionalmente venerada em um memorial no santuário xintoísta também em Nara que a Agência da Casa Imperial designa como Mausoléu de Kogyoku/Saimei. E é formalmente chamado de Ochi-no-Okanoe no misasagi.

## Daijō-kan
- Sadaijin: Kose no Tokuta[7]  -   655 – 658.
- Naidaijin: Nakatomi no Kamatari[7]  -   655 – 661.